# شادی من
شادی من (روسی: Счастье моё) یک فیلم جاده‌ای روسی‌زبان به کارگردانی سرگئی لوزنیتسا است که در سال ۲۰۱۰ منتشر شد.
این فیلم نخستین فیلم اوکراینی بود در جشنواره فیلم کن برای به‌دست آوردن نخل طلا رقابت کرد. واکنش‌ها در روسیه نسبت به این فیلم متفاوت بود. برخی آنرا موجب افزایش روس‌هراسی دانستند. کارن شاخنازاروف اظهار داشت «گویا سرگئی لوزنیتسا دوست دارد همه مردم در روسیه به گلوله بسته شوند». از سوی دیگر آندری زویاگینتسف آنرا بهترین فیلم روسی‌زبان آن دهه نامید. منولا دارگیس از نیویورک تایمز آن را «پُر تعلیق، اسرارآمیز، دارای طنز تلخ گاه‌به‌گاه، سرتاسر متاثرکننده و مملو از تصاویری از ارواح و مردگان زنده در روسیه» توصیف نمود. ماهنامهٔ سایت اند ساوند در شرحی غلوآمیز آنرا «پاسخ اوکراین به بازماندگان» نامید. ویلج ویس هم دربارهٔ این فیلم نوشت: «تصور و دیدگاهی دیوانه‌کننده، و از آن دسته فیلم‌های تلنگرزن که باید حتماً دید».